# هاشم طرلان
سید هاشم حسن‌زاده (۳۰ دی ۱۳۰۲، باکو - ) معروف به طرلان شاعر آذربایجانی است. او در خانواده‌ای ایرانی در باکو زاده‌شده و در ۱۴ سالگی به زادگاه پدری خود زنگیل‌آباد سراب بازگشت.
وی سرودن شعر را در دوران دبستان آغاز کرد و اولین شعر از او در سال ۱۹۳۸ در نشریه پیونر به سرپرستی صمد وورغون چاپ شد.وی همچنین در تهران درانجمن ادبی صابرنیزفعال بود.
استادهاشم طرلان درآبان ماه سال ۱۳۹۳دارفانی راوداع گفت.

## آثار
- آلاولو شعرلر (اشعار شعله‌ور) - نشر نوپا – ۱۳۵۸
- دورنالار گلنده (وقتی درناها بیایند) - نشر مینا – ۱۳۷۷
- آراز گولور (آراز می‌خندد) - انتشارات آذربایجان (باکو) - ۱۳۷۸
- یولچو یولدا گرک (مسافر باید در راه باشد) - نشر مینا - ۱۳۸۳
- گوموشو پئنجک (کت نقره‌ای) - نشر فیروزان - ۱۳۸۷
- زیروه ده گونش (آفتاب در قله) - نشر فیروزان - ۱۳۸۸